# Graben BE
| BE ist das Kürzel für den Kanton Bern in der Schweiz. Es wird verwendet, um Verwechslungen mit anderen Einträgen des Namens Graben zu vermeiden. |

Graben ist eine politische Gemeinde im Verwaltungskreis Oberaargau des Kantons Bern in der Schweiz.

## Geographie
Graben liegt auf 455 m ü. M., 4 km nördlich von Herzogenbuchsee, 5 km westlich der Stadt Langenthal und rund 13 km von Solothurn (Luftlinie). Die Streusiedlung, die keinen eigentlichen Dorfkern besitzt, erstreckt sich auf der Schotterterrasse östlich der Önz, kurz vor ihrer Mündung in die Aare, im Oberaargau.
Die Fläche des 3,2 km² grossen Gemeindegebiets umfasst einen Abschnitt des nördlichen Berner Mittellandes. Die nördliche Grenze bildet die Aare, die hier in einem rund 35 m in die umgebenden eiszeitlichen Schotterterrassen eingetieften Tal fliesst. Der Hauptteil des Gemeindebannes wird von dieser Hochterrasse (im Durchschnitt auf 455 m ü. M.) eingenommen, die durch das rund 200 m breite und ebenfalls 20 bis 30 m eingesenkte Tal der Önz zweigeteilt wird. Nach Süden erstreckt sich der Gemeindeboden bis in die ausgedehnten Waldungen Tannwald und Gratwald (477 m ü. M.); im Osten wird am Rand eines Grundmoränenwalls des eiszeitlichen Rhonegletschers mit 480 m ü. M. der höchste Punkt von Graben erreicht. Von der Gemeindefläche entfielen 1997 6 % auf Siedlungen, 35 % auf Wald und Gehölze, 55 % auf Landwirtschaft, und etwas weniger als 4 % war unproduktives Land.
Graben setzt sich aus den Weilern Schwendi, Burech, Baumgarten, Chleiholz und Schörlishüseren (alle auf rund 450 m ü. M. östlich des Önztals) sowie Hubel (447 m ü. M. westlich des Önztals) und einigen Einzelhöfen zusammen. Nachbargemeinden von Graben sind Aarwangen, Thunstetten, Herzogenbuchsee, Heimenhausen, Berken und Bannwil.

## Bevölkerung
Mit 333 Einwohnern (Stand 31. Dezember 2023) gehört Graben zu den kleinen Gemeinden des Kantons Bern. Von den Bewohnern sind 98,7 % deutschsprachig, 1,0 % französischsprachig, und 0,3 % sprechen Englisch (Stand 2000). Die Bevölkerungszahl von Graben belief sich 1850 auf 325 Einwohner, 1900 auf 303 Einwohner. Im Verlauf des 20. Jahrhunderts nahm die Bevölkerungszahl bis 1990 auf 262 Personen ab. Seither wurde wieder eine leichte Bevölkerungszunahme verzeichnet.

## Wirtschaft
Graben war bis in die zweite Hälfte des 20. Jahrhunderts ein vorwiegend durch die Landwirtschaft geprägtes Dorf. Noch heute haben der Ackerbau und die Milchwirtschaft sowie die Forstwirtschaft einen wichtigen Stellenwert in der Erwerbsstruktur der Bevölkerung. Weitere wichtige Arbeitsplätze sind im lokalen Kleingewerbe und im Dienstleistungssektor vorhanden. Einige Erwerbstätige sind Wegpendler, die hauptsächlich in der Region Langenthal-Herzogenbuchsee und in Wangen an der Aare arbeiten.

## Verkehr
Die Gemeinde liegt abseits der grösseren Durchgangsachsen an einer Verbindungsstrasse von Herzogenbuchsee nach Bannwil. Der nächste Anschluss an die Autobahn A1 (Bern–Zürich) befindet sich rund 6 km vom Ortskern entfernt. Graben besitzt keine Anbindung an das Netz des öffentlichen Verkehrs.

## Geschichte

Luftbild von Graben, Berken und Bannwil aus 3000 m von Walter Mittelholzer (1923)

Das Gemeindegebiet von Graben war schon sehr früh besiedelt, was durch Silexfunde beim Hubel und die Erforschung von Grabhügeln aus der Hallstattzeit im Riedstiglenwald nachgewiesen werden konnte. Die Hofsiedlung Stadönz nahe der Mündung der Önz in die Aare wird 1220 erstmals unter dem Namen Stadonce erwähnt. Graben erscheint 1430 erstmals in den Urkunden.
Seit dem Mittelalter unterstand Graben den Herren von Önz, welche als Vasallen der Kyburger eine Kleinherrschaft innehatten. Durch eine Verpfändung gelangte das Dorf 1385 an die Freiherren von Grünenberg (Melchnau). Graben wurde 1432 als Teil der Herrschaft Aarwangen von Wilhelm von Grünenberg an die Stadt Bern verkauft und der Landvogtei Aarwangen zugeordnet. Nach dem Zusammenbruch des Ancien Régime (1798) gehörte das Dorf während der Helvetik zum Distrikt Wangen und ab 1803 zum Oberamt Wangen, das mit der neuen Kantonsverfassung von 1831 den Status eines Amtsbezirks erhielt.

### Kernkraftwerk
Seit 1972 war Graben als Standort für ein Kernkraftwerk der BKW vorgesehen. Die Realisierung des Projektes scheiterte jedoch unter anderem an der starken Opposition der Bevölkerung aus der Region. Am 18. April 1975 wurde die Gewaltfreie Aktion Graben (GAG) gegründet. Einen der Höhepunkte der Anti-Atomkraft-Bewegung stellte das «Graben-Fest» vom 26. bis zum 28. August 1977 dar: Hieran nahmen 6000 bis 9000 Menschen teil. Endgültig verworfen wurde das Projekt allerdings erst Anfang der 1990er-Jahre (das Grundstück blieb aber auch damals noch weiter im BKW-Eigentum).
Anstelle des Kraftwerkneubaus wurde mittels der Kernkraftwerks-Beteiligungsgesellschaft AG (KBG) auf dem Wege von Strombezugsrechten bzw. -pflichten eine Kooperation mit der französischen EdF über eine 15%ige Beteiligung am Kernkraftwerk Fessenheim gebildet: ein Konsortium dreier schweizerischer Unternehmen – mit jeweils 5 % die Energiekonzerne Alpiq, Axpo und BKW Energie.

### Gemeindeverwaltung
Seit November 2008 wird die administrative Verwaltung der Gemeinde Graben von der Gemeindeverwaltung Bannwil geführt.

## Sehenswürdigkeiten
In den Weilern sind einige charakteristische Bauernhäuser des bernischen Landstils aus dem 18. und 19. Jahrhundert erhalten. Graben besitzt kein eigenes Gotteshaus, es gehört zur Kirchgemeinde Herzogenbuchsee.